# Yamada-kun to Nananin no Majo
Yamada-kun to 7-nin no Majo (山田くんと7人の魔女, lit.: "Yamada-kun e as Sete Bruxas") é uma série de mangá escrita e ilustrada por Miki Yoshikawa. A série foi publicada na revista semanal Weekly Shonen Magazine da Kodansha de 22 de fevereiro de 2012 a 22 de fevereiro de 2017. A série já foi adaptada para uma série em live-action que foi ao ar na Fuji TV a partir de 10 de agosto de 2013.
Uma adaptação para anime foi ao ar em 12 de abril de 2015, dirigida por Tomoki Takuno e produzida pelo estúdio Liden Films. O anime estreou internacionalmente pelo Crunchyroll na mesma data de estreia no Japão, mais tarde tendo versões em áudio dublado em cinco idiomas anunciadas pela plataforma para lançamento em 16 de novembro de 2017, exclusivamente para países de idiomas respectivos.

## História
Yamada-kun to Nananin no Majo conta a história de Ryū Yamada, um estudante conhecido como um delinquente em sua escola e estava muito cansado das aulas após um ano de frequentar a escola. Um dia, ele tropeça acidentalmente na escada e acaba caindo em cima de Urara Shiraishi, a aluna mais inteligente da escola. Yamada acorda e descobre que ele e Urara tem seus corpos trocados. Os dois tentam reverter a mudança e descobrir que o beijo faz com que os corpos se troquem uns aos outros.
Por sugestão do vice-presidente do conselho estudantil Toranosuke Miyamura, eles revivem o Clube de Estudos Sobrenaturais, e assim Miyabi Itō se junta ao clube. O clube encontra outras "bruxas" com diferentes poderes que são ativados com um beijo. Um estudante de transferência, Kentaro Tsubaki, torna-se uma parte do clube depois de quase ter provocado um incêndio na velha escola.
Ele é recrutado para o novo conselho de estudante onde ele aprende que ele ainda tem seus poderes de cópia da bruxa, já que os poderes foram atribuídos a outras meninas da escola, e há vários grupos de bruxas.
Conforme a caçada de bruxas progredia, Haruma Yamazaki, presidente do conselho estudantil requisita Rika Saionji que todas as pessoas tenham suas memórias apagadas, mas Yamada parece não ter sofrido por causa de sua habilidade de cópia de poderes. Ele tenta com Shiraishi, mas por causa de sua habilidade de apagar memórias de Rika, qualquer aproximação se tornou inútil. Ele tenta com Nene Odagiri, mas esta tem suas memórias recuperadas. Com a ajuda de Odagiri e Shinichi Tamaki, Yamada apenas só poderia recuperar as memórias aquelas que tinham os poderes de bruxa. Yamazaki achou que Shiraishi seria a próxima e Asuka Mikoto, uma ex-bruxa e secretária de Haruma força Shiraishi a usar seus poderes de troca de corpos frustrando os planos de Yamada. Agora cabe Yamada tentar salvar Shiraishi que se encontra presa no corpo de Asuka para dar início ao ritual de bruxas.
No segundo arco, Miyamura sucede Yamazaki para o posto de presidente estudantil e Yamada tem de trabalhar no conselho estudantil para busca de candidatos para o cargo de vice-presidente, com Odagiri e Tamaki o auxiliando, assim frustrando suas chances de ter seu encontro com Shiraishi.
No terceiro arco, Yamazaki, ex-presidente do conselho estudantil descobre que ao Yamada desejar que os poderes de bruxa deixassem a escola um novo grupo de bruxas se originou e uma delas chamada Haruka Nijino codinome Nancy conhecia Yamada. Embora o conselho estudantil tenta proteger um ao outro dos poderes, eles se encontram diante da oposição de estudantes controladas pelo clube de xadrez japonês, que tem alunos do sexo masculino com novos tipos de poderes de bruxa e os responsáveis por dirigir esse grupo são Asuka e Ushio Igarashi. Com a chegada a sucessão a presidência estudantil, Ichijo Masamune e Tamaki disputavam o cargo e Odagiri, é colocada sob a influência de Yuri Miura elegendo Ichijo ao posto de presidente do conselho estudantil. Agora caberá Yamada, que copiou o poder de apagar memórias de Haruka será colocado em uma prova de fogo para tentar solucionar a situação.
No quarto arco as pessoas tiveram suas memórias apagadas por causa do poder de Ushio, que roubou de Haruka, Shiraishi acreditou em Yamada porque ela já tinha tomado notas em um caderno caso acontecesse novamente. Sua missão agora cabe fazer as pessoas recuperar suas memórias e ele mesmo por causa de um mal entendido com Haruka, que também tinha parte de suas memórias apagadas por Haruka em um evento atrás.
No quinto arco, com a chegada ao vestibular, depois dos outros recuperar suas memórias e Yamada, que teve suas memórias recuperada com dois rituais de bruxa, os outros vão fazer cursinho para entrar no vestibular, mas Yamada não tinha aquele talento para estudos. Shiraishi se propõe a ajudar Yamada nos estudos. Yamada depois descobre que as notas de Shiraishi tem caído porque ela o tem ajudado nos estudos. Yamada decide tentar estudar por conta própria para não comprometer Shiraishi. Depois, Yamada descobre que Shiraishi desapareceu e as lembranças de Shiraishi é apagado da mente de todos. Tamaki descobre que ela foi para o exterior. Yamada descobre que foi Rui Takuma que apagou as memórias de Shiraishi da mente de todas as pessoas a pedido dela. Shiraishi vai ao lugar onde lá tinha feito o ritual pela primeira vez em que ela aciona o círculo mágico em que apagaria os poderes de bruxa do grupo da Nancy e Takuma definitivamente, mas Shiraishi pagou um preço grave para que Yamada não tivesse suas memórias apagadas a troco em que as memórias de Shiraishi fossem apagadas. Yamada depois descobre que os poderes de bruxa começou a existir graças a Shiraishi por ser a bruxa original. Yamada recebe um caderno com as anotações de Shiraishi que fala como se originou as bruxas e de quando ela conheceu Yamada na sua primeira versão. Agora cabe Yamada fazer Shiraishi a fazer ela voltar a ser ela mesma.
No arco final, 10 anos se passaram e Yamada e Shiraishi já vivem juntos. Yamada agora trabalha em uma empresa e agora está em status elevado. Ele também é bem falado. Seus amigos com o passar do tempo parece terem terminado bem. Yamada agora está em um dilema de como poderá pedir Shiraishi em casamento.

## Mídia

### Mangá
O mangá foi escrito e ilustrador por Miki Yoshikawa e publicado na revista Weekly Shōnen Magazine da editora Kodansha. O primeiro capítulo foi publicado em 22 de fevereiro de 2012. A série também é compilada em 20 volumes tankōbon os quais foram inicialmente publicados em 15 de junho de 2012 and the latest, volume 28, on April 17, 2017. e os mais recentes em 17 de novembro de 2015. Em 26 de outubro de 2013 o Crunchyroll anunciou uma parceria com a editora Kodansha onde ele iria distribuir digitalmente capítulos para mais de 170 países através de seu novo serviço chamado Crunchyroll Mangá. Isso inclui uma versão em português.
O mangá vendeu mais de 3,85 milhões de cópias no Japão.

### Série live-action
Em 10 de agosto de 2013 começou a ser exibido uma série em live-action de Yamada-kun to 7-nin no Majo na Fuji TV e teve 8 episódios. Estrelado por Yusuke Yamamoto como o personagem principal Ryū Yamada e Mariya Nishiuchi como Urara Shiraishi.  A música tema intitulada "Time Machine Nante Iranai" é interpretada por Atsuko Maeda.
A história do casal é bem diferente no mangá com um final diferente. Yamazaki possui o poder que é de matador de bruxas, diferente do anime em que ele não possui. No dia em que o ritual de bruxas é realizado, apenas Rika que teve seu desejo atendido e o próximo ritual só aconteceria depois de passar um ano. Yamada resolve obter o poder de matador de bruxas, que anularia os poderes das sete bruxas. Tendo conseguido, ao beijar todas as 7 bruxas, Yamada se esquece das bruxas até mesmo de Shiraishi. Poderá Shiraishi fazer Yamada se lembrar dela ao descobrir que ela o tanto ama?